# CCDC53
CCDC53‏ (WASH complex subunit 3) هوَ بروتين يُشَفر بواسطة جين CCDC53 في الإنسان.